# Рантье
Рантье́ (фр. rentier от rente — рента) — лица, живущие за счёт ренты, то есть доходов, получаемых с капитала, как правило, размещённого в виде банковских вкладов, ценных бумаг, доходной недвижимости, земли, бизнеса, а также за счёт доходов, получаемых от авторских прав и гонораров.

## Описание
Джон Кейнс для характеристики термина «рантье» использовал словосочетание «бесфункциональный инвестор». Он считал, что его роль ограничена использованием ценности дефицита.
В конце XIX — начале XX века понятие «рантье» приобретает более широкий характер. Теперь рантье — лицо, которое живёт не на трудовые, но законные доходы. В отличие от трудовых доходов, доходы рантье не являются постоянными и могут различаться. В основном доходы рантье зависят от того, насколько эффективно они управляют своим капиталом. Стоит отметить тот факт, что доходы рантье не зависят от их постоянной трудовой деятельности и могут генерироваться автоматически без их прямого участия. Например, сдаваемая в аренду недвижимость квартирных рантье может не только обеспечить им статус рантье, но и стабильный доход, получаемый в виде ежемесячной арендной платы.
В отличие от инвесторов, рантье редко занимается управлением своими активами самостоятельно. Он либо покупает активы, которые способны генерировать на постоянной основе пассивный доход, либо доверяет управление своими средствами профессионалам.
Рантье получает прибыль благодаря дивидендам по капиталам и ссудного процента. Крупные менеджеры и финансисты также могут выступать в роли рантье, вкладывая прибыль, которую они получают, в ценные бумаги компаний.
В Самарской губернии, согласно переписи населения 1923 года, было обнаружено 717 рантье, 443 из них проживало в самой Самаре. Они составляли 41,9 % от предпринимательской буржуазии. К этой категории также относились люди, которые получали доход от сдачи жилья.
В США в 1980-х годах 2,5 % рабочих и 0,3 % фермеров были обладателями акций.
Экономисты по-разному оценивают роль рантье. Так, Т. Веблен считал, что рантье паразитируют на реальном производстве. Н. И. Бухарин в известной книге «Политическая экономия рантье» подчёркивал роль данной группы в процессе становления кредитной экономики.
В концепции безусловного основного дохода рантье может быть любой гражданин государства.

## Цифровой рантье
Понятие «цифрового рантье» появилось тогда, когда возникла возможность получать ренту от каналов распространения информации и самой информации. Цифровой рантье стал новым субъектом инвестиционных отношений. Цифровой рантье получает доход от вложений, сделанных в объекты цифровой экономики. Таким образом, в информационной сфере получается построить инвестиционные отношения, подобные рантье.

## В культуре
- Оноре де Бальзак. Монография о рантье (1840).